# Dalmazio Birago
Dalmazio Birago (San Michele di Alessandria, 11 aprile 1908 – Asmara, 20 novembre 1935) è stato un aviatore italiano, decorato di Medaglia d'oro al valor militare alla memoria nel corso della guerra d'Etiopia.

## Biografia

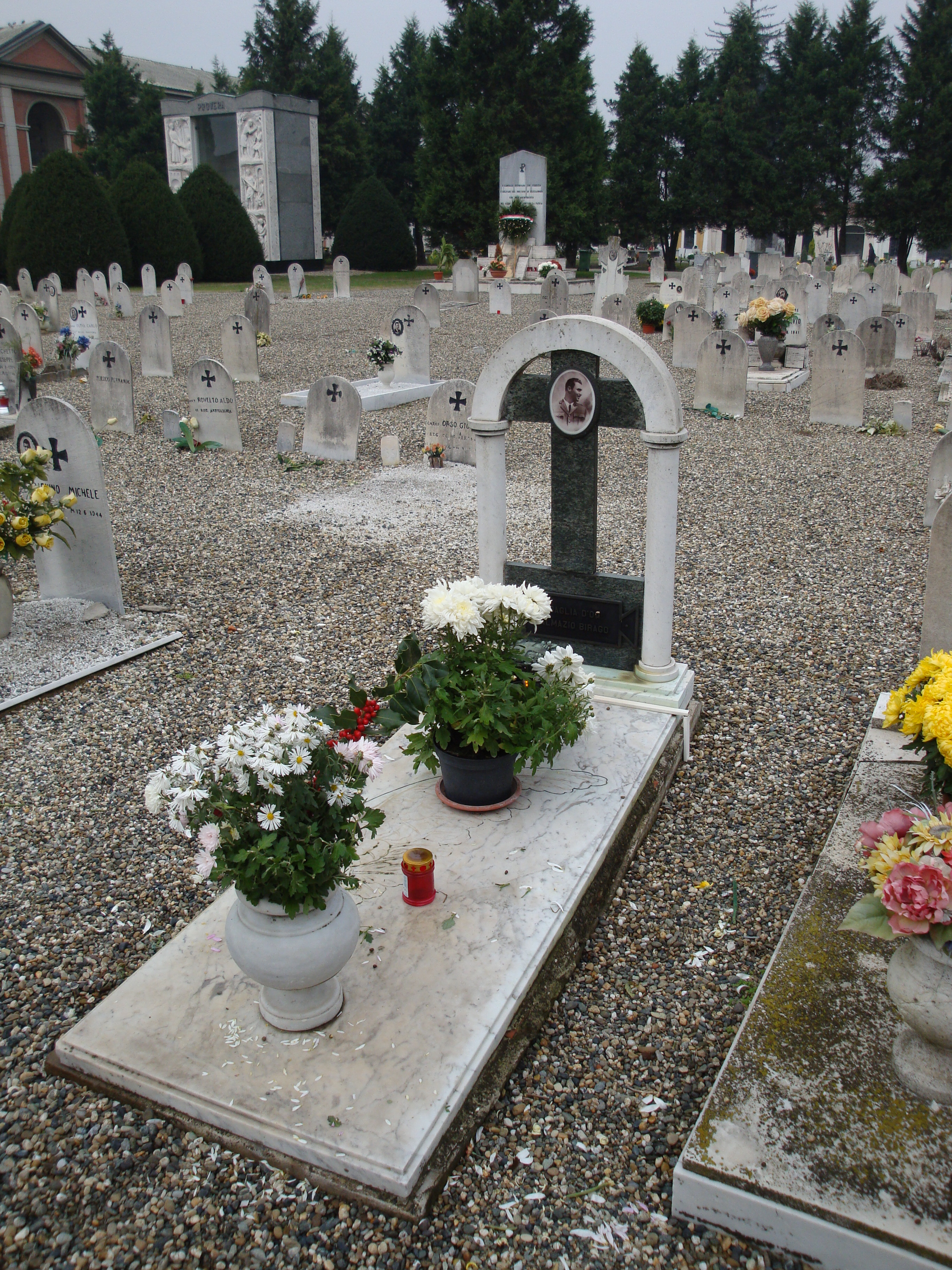
La tomba di Dalmazio Birago nel cimitero di Alessandria

Nacque a San Michele, sobborgo di Alessandria da famiglia originaria di Quargnento l'11 aprile 1908. Si arruolò nella Regia Aeronautica nel 1927 a 19 anni. Il 5 febbraio 1929 partecipò, insieme ad altri militari, al recupero di due velivoli precipitati nel lago di Garda. Per tale intervento ricevette un encomio da parte del gen. Bernasconi al comando dell’aeroporto locale. Successivamente fu trasferito all’aeroporto di Bresso (Milano), dove prestò servizio per circa dieci mesi . In qualità di primo aviere venne assegnato alla 15ª squadriglia da bombardamento detta "La Disperata", comandata da Galeazzo Ciano.  La squadriglia, equipaggiata con i trimotori Caproni Ca.101, venne rischierata in Africa nell'ottobre 1935 allo scoppio della guerra d'Etiopia.
Dopo pochi giorni, il 18 novembre partecipando ad un'azione di bombardamento nei cieli di Amba Alagi - Macallè, Birago venne ferito gravemente ad una gamba da una pallottola esplosiva dum-dum. Morì due giorni dopo all'ospedale di Asmara dopo aver subito la vana amputazione dell'arto. Venne decorato con la Medaglia d'oro al valor militare, risultando il primo a ricevere questa decorazione in Africa Orientale Italiana.
La sua memoria è stata onorata con l'intitolazione di vie in diverse città italiane, come ad esempio Milano, Udine, Torino (ora Corso Belgio), Genova (ora Via Carlo e Nello Rosselli) Perugia, Vercelli, Capri, Nettuno, Cameri, Lecce, Guidonia, Palermo. Il suo nome è stato attribuito anche a diversi istituti scolastici, come ad esempio una scuola materna a Roma, una scuola elementare a Pianzano, a Ronco Canavese  ed a Firenze (dismessa quest'ultima nel 1983), una scuola media a Rivolta d'Adda ed un istituto professionale a Torino e le scuole primarie di Passignano sul Trasimeno e di Montaione.

### Fonti
1. ↑  Combattenti Liberazione.
2. ↑  Gruppo Medaglie d'Oro al Valor Militare 1965, p. 130.
3. ↑  Ufficio Storico dell'Aeronautica Militare 1969, p. 36.
4. ↑   Enrica Donisi, La musica e il volo. La Banda dell’Aeronautica Militare e la sua storia, Roma, Aeronautica Militare, 2022, p. 81..
5. ↑  In passato anche la città di Reggio Emilia gli aveva dedicato una via nella zona delle officine meccaniche Reggiane, presso il complesso residenziale operaio de Il Cairo, nel quartiere di Santa Croce.
6. ↑  Medaglie d'oro al valor militare sul sito della Presidenza della Repubblica